# Cedric Liddell
Cedric Haswell Liddell (* 11. Juni 1913 in Clinton, Ontario; † 4. Juni 1981 in Walkerton, Ontario) war ein kanadischer Ruderer, der 1932 eine olympische Bronzemedaille im Achter gewann.

## Sportliche Karriere
Cedric Liddell vom Hamilton Leander Boat Club ruderte 1932 mit dem Achter seines Vereins bei den Olympischen Spielen in Los Angeles. Earl Eastwood, Joseph Harris, Stanley Stanyar, Harry Fry, Cedric Liddell, William Thoburn, Donald Boal, Albert Taylor und Steuermann George MacDonald belegten im Vorlauf den zweiten Platz hinter dem Boot aus den Vereinigten Staaten und gewannen ihren Hoffnungslauf vor den Neuseeländern. Im Finale siegte der Achter aus den Vereinigten Staaten mit 0,2 Sekunden Vorsprung vor den Italienern. 2,6 Sekunden hinter den Italienern und 0,4 Sekunden vor den Briten erkämpften die Kanadier die Bronzemedaille.
Vier Jahre später qualifizierte sich der Achter aus Hamilton erneut für die Teilnahme an den Olympischen Spielen. Bei der Olympischen Regatta in Berlin schieden die Kanadier aber im Zwischenlauf hinter den Briten aus. Cedric Liddell wurde später Trainer beim Brockville Rowing Club.